# كميت (ميسان)
قضاء كميت هو قضاء بغرب محافظة ميسان بجنوب العراق مساحته 1695 كيلومتراً مربعاً، بينه وبين  مدينة العمارة مركز المحافظة 40 كيلومتراً، يمرّ به نهر دجلة فيجري 25 كيلومتراً، يقسمه صَوبين، شرقي وغربي، وقد ربط جانبا القضاء بجسر كونكريتي ثابت يربط القضاء من الشرق بمحافظة ميسان ومن الغرب بمحافظتي ذي قار والقادسية، وفي قضاء الكميت يتفرع من نهر دجلة نهر أبو بشوت من الغرب، ونهر سعد من الشرق، وقد تأسست ناحية الكميت عام 1878 م في زمن الاحتلال العثماني للعراق وبذلك تعد من اقدم الوحدات الادارية في ميسان وقد سميت بهذا الاسم نسبة إلى الشاعر العربي الكميت بن زيد الأسدي.

## سكان قضاء كميت
في المجموعة الإحصائية المنشورة سنة 1962، كانت الكميت ناحية مساحتها 2669 كيلومتراً مربعاً.
| السنة    | عدد السكان |
| سنة 2010 | 48317      |
| سنة 1997 | 33292      |
| سنة 1987 | 19850      |
| سنة 1977 | 19560      |

## أعلام
- نائل حنون عالم آثار عراقي ولد في الثامن عشر من آذار عام 1952.

## روابط خارجية
- مجالس الاقضية والنواحي في ميسان - ناحية كميت